# Clusia hylaeae
Clusia hylaeae är en tvåhjärtbladig växtart som beskrevs av J. J. Pipoly. Clusia hylaeae ingår i släktet Clusia och familjen Clusiaceae. Inga underarter finns listade i Catalogue of Life.